# Faustball-Weltmeisterschaft 1986
| 6. Weltmeisterschaft 1986          | 6. Weltmeisterschaft 1986  |
| Männer                             | Männer                     |
| ---------------------------------- | -------------------------- |
| Anzahl Nationen                    | 6                          |
| Weltmeister                        | Bundesrepublik Deutschland |
| Gastgeber                          | Argentinien                |
| Stadt                              | Buenos Aires               |
| Eröffnung                          | 10. Oktober 1986           |
| Endspiel                           | 12. Oktober 1986           |
| Verband                            | IFA                        |
| \| ← 5. WM 1982 \| 7. WM 1990 → \| |                            |
| ← 5. WM 1982                       | 7. WM 1990 →               |

Die 6. Faustball-Weltmeisterschaft der Männer fand vom 10. bis zum 12. Oktober 1986 in Buenos Aires (Argentinien) statt. Argentinien war erstmals Ausrichter der Faustball-Weltmeisterschaft der Männer.

## Modus
In der Vorrunde spielt jeder gegen jeden. Im Halbfinale spielt der Erst- gegen den Viertplatzierten der Vorrunde und der Zweit- gegen den Drittplatzierten der Vorrunde. Der Fünft- und der Sechstplatzierte der Vorrunde spielen um Platz fünf.

## Vorrunde
| 10.10.1986 | Argentinien    | – | Chile       | 47:17 | (23:8)  |
| 10.10.1986 | BR Deutschland | – | Brasilien   | 30:24 | (17:12) |
| 10.10.1986 | Österreich     | – | Schweiz     | 27:23 | (16:9)  |
| 10.10.1986 | BR Deutschland | – | Chile       | 57:18 | (30:5)  |
| 10.10.1986 | Argentinien    | – | Österreich  | 24:31 | (8:15)  |
| 10.10.1986 | Brasilien      | – | Schweiz     | 32:25 | (13:15) |
| 11.10.1986 | Österreich     | – | Chile       | 43:22 | (21:9)  |
| 11.10.1986 | BR Deutschland | – | Schweiz     | 33:22 | (18:10) |
| 11.10.1986 | Argentinien    | – | Brasilien   | 34:19 | (14:8)  |
| 11.10.1986 | BR Deutschland | – | Österreich  | 25:24 | (13:13) |
| 11.10.1986 | Brasilien      | – | Chile       | 48:18 | (27:7)  |
| 11.10.1986 | Argentinien    | – | Schweiz     | 17:36 | (10:16) |
| 11.10.1986 | Österreich     | – | Brasilien   | 27:22 | (16:11) |
| 11.10.1986 | BR Deutschland | – | Argentinien | 34:19 | (15:11) |
| 11.10.1986 | Schweiz        | – | Chile       | 42:13 | (20:6)  |

## Halbfinale
| 12.10.1986 | Österreich     | – | Schweiz   | 23:21 | (13:9) |
| 12.10.1986 | BR Deutschland | – | Brasilien | 27:23 | (18:8) |

## Platzierungs- und Finalspiele
| Spiel um Platz 5 | Spiel um Platz 5 | Spiel um Platz 5 | Spiel um Platz 5 | Spiel um Platz 5 | Spiel um Platz 5 | Spiel um Platz 5 | Spiel um Platz 5 |
| ---------------- | ---------------- | ---------------- | ---------------- | ---------------- | ---------------- | ---------------- | ---------------- |
| 12.10.1986       | Argentinien      | –                | Chile            | 34:19            | (11:11)          |                  |                  |
| Spiel um Platz 3 |                  |                  |                  |                  |                  |                  |                  |
| 12.10.1986       | Brasilien        | –                | Schweiz          | 24:22            | (13:9)           |                  |                  |
| Finale           |                  |                  |                  |                  |                  |                  |                  |
| 12.10.1986       | BR Deutschland   | –                | Österreich       | 26:25            | (13:14)          |                  |                  |

## Platzierungen
| Rang | Land                       |
| ---- | -------------------------- |
| 1.   | Bundesrepublik Deutschland |
| 2.   | Österreich                 |
| 3.   | Brasilien                  |
| 4.   | Schweiz                    |
| 5.   | Argentinien                |
| 6.   | Chile                      |

## Quelle
1. ↑  Spielplan und Ergebnisse aus "Faustball-Informationen" - Manfred Lux, Lüneburg